# Parachutestof

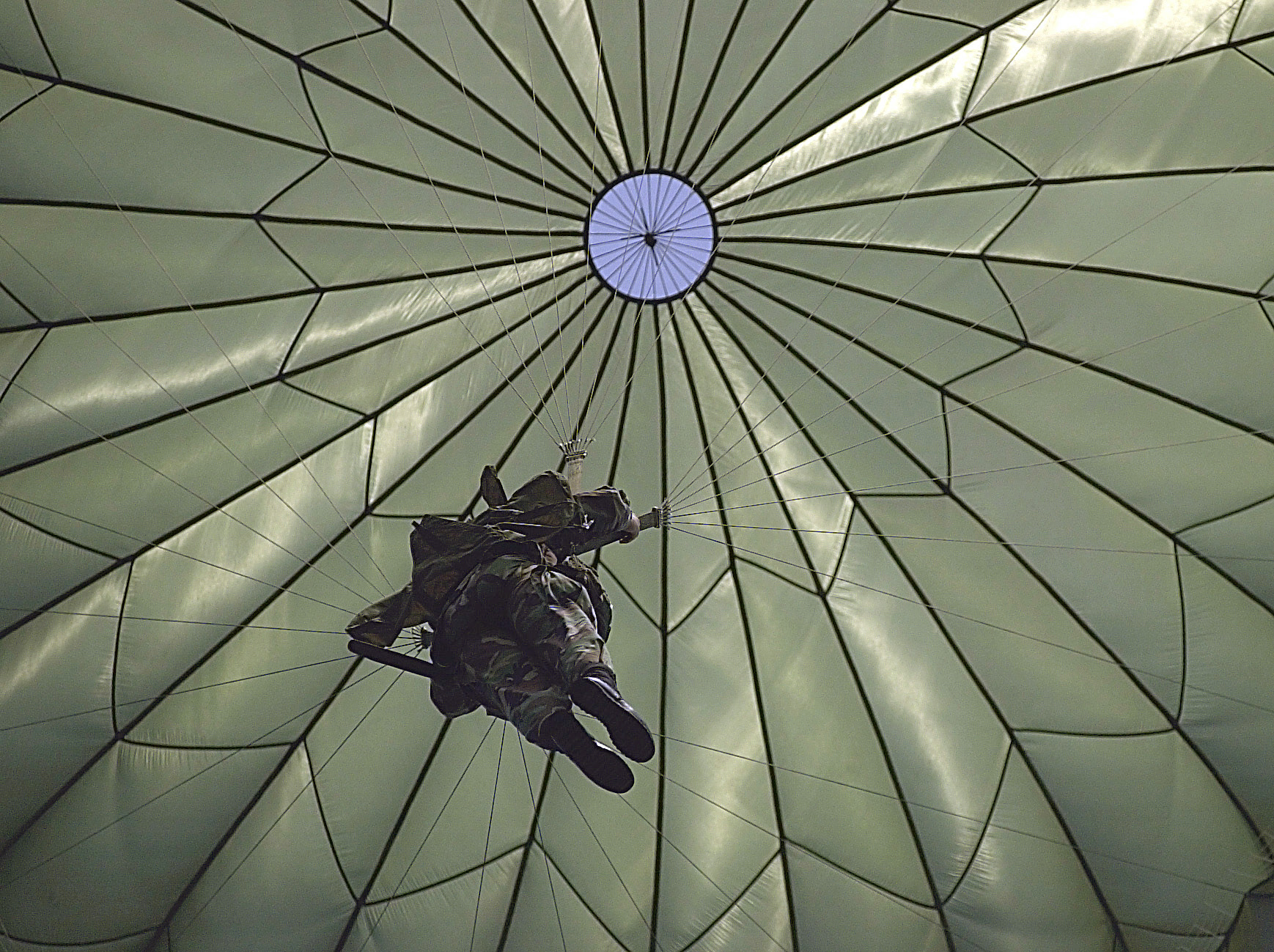
Parachutesprong in 2001

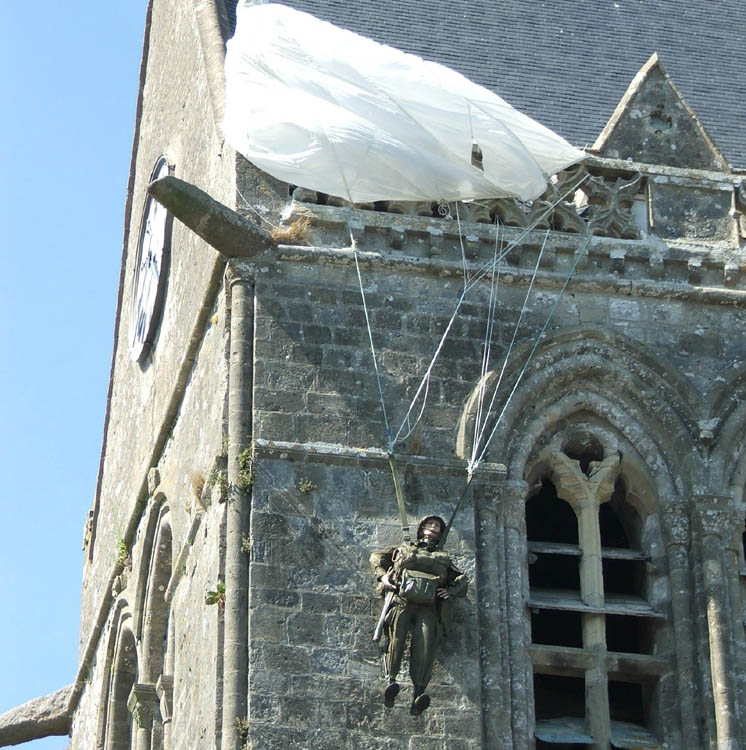
Parachutistengedenkteken in Sainte-Mère-Église, Frankrijk

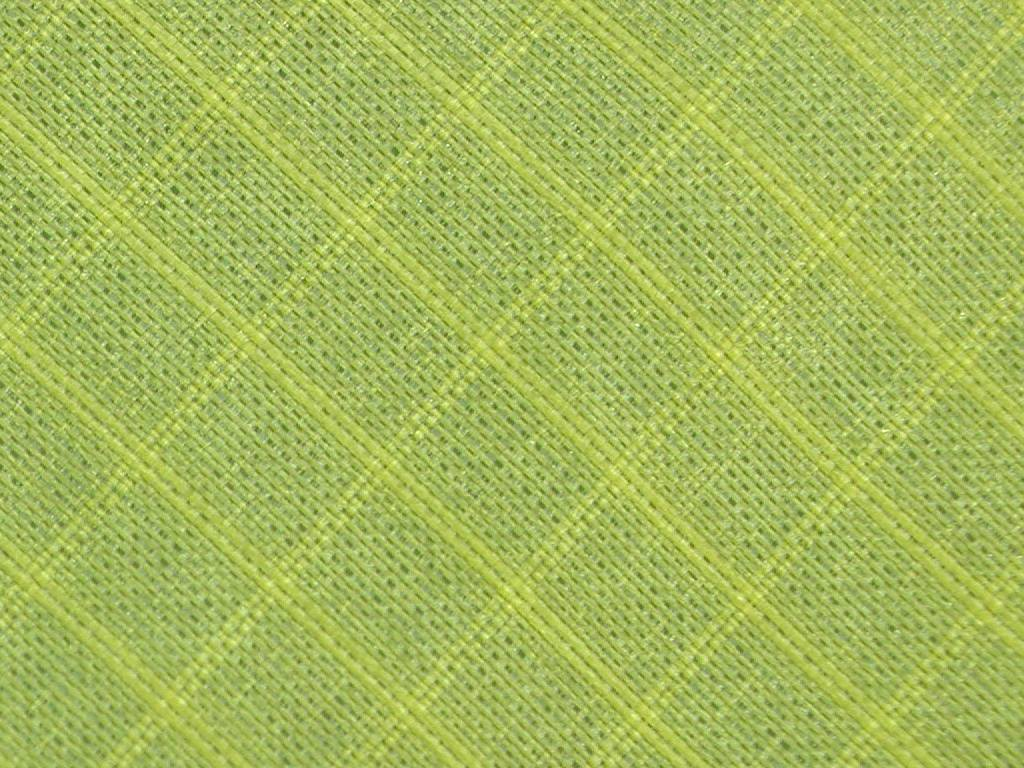
Close-up van ripstop stof

Parachutestof of parachutezijde is de stof waarvan parachutes gemaakt worden. Parachutestof is licht en stevig en moet voldoende dicht geweven zijn. Aanvankelijk werden parachutes uit canvas en zijde vervaardigd. Vanaf het midden van de 20ste eeuw werd steeds vaker nylon gebruikt en meer recent ook hightech stoffen als kevlar. Ripstopnylon is speciaal geschikt, omdat deze stof verstevigd is met een raster van extra sterke draden die ervoor zorgen dat het textiel niet makkelijk (door)scheurt.

## Gebruik van parachutestof
Tijdens en na de Tweede Wereldoorlog heerste er schaarste qua textiel. Veel stoffen werden opnieuw gebruikt. Parachutes werden kort na de oorlog regelmatig gerecycleerd tot luchtige zomerkleding, trouw- en doopjurken. Een aantal zelfgemaakte kledingstukken uit parachutezijde is bewaard gebleven in Nederlandse museumcollecties, zoals het Nationaal Bevrijdingsmuseum 1944-1945, Museum Rotterdam en Gemeentemuseum Den Haag.

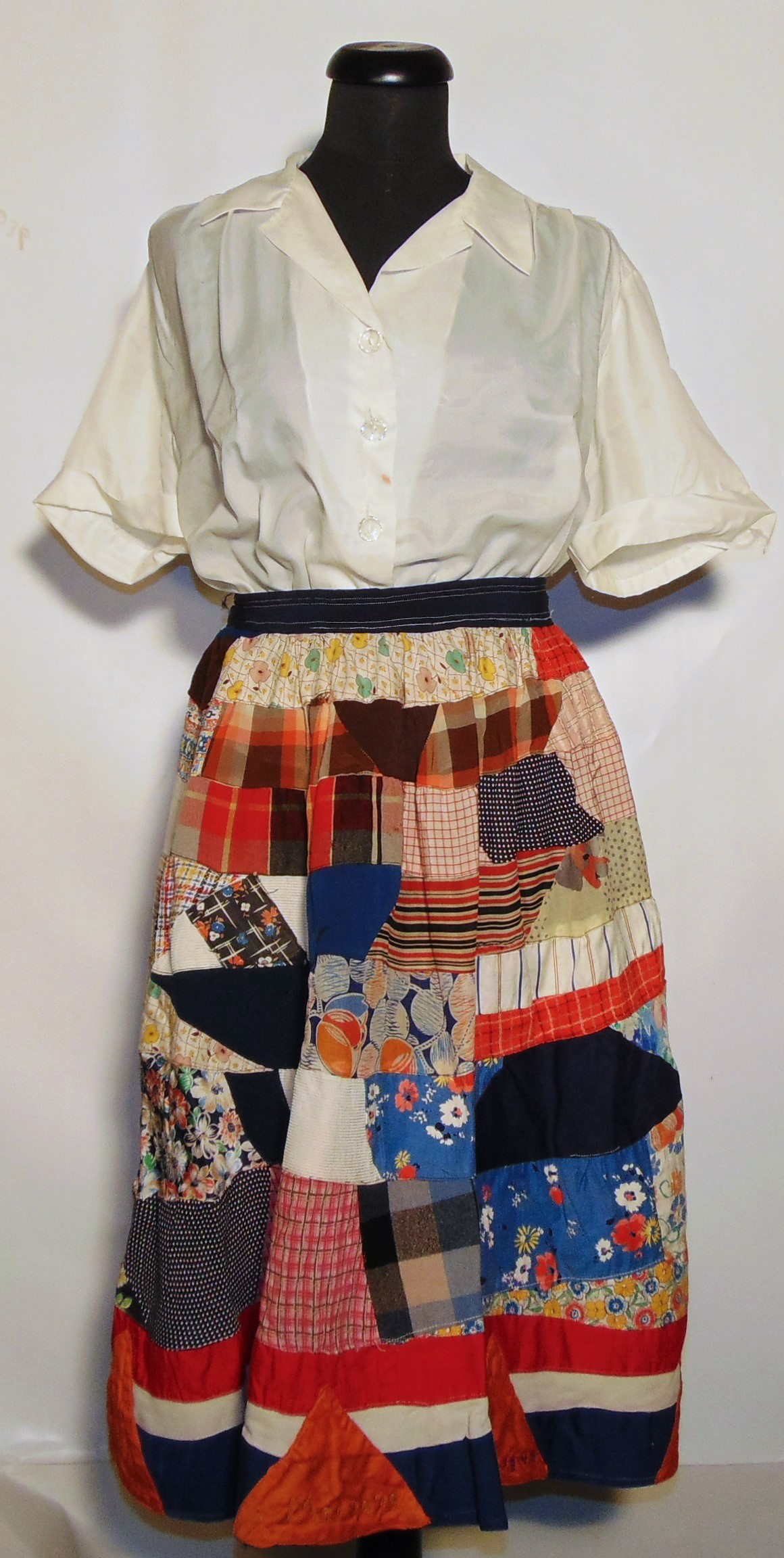
Nationale Bevrijdingsrok met een stukje parachutestof, Nationaal Bevrijdingsmuseum
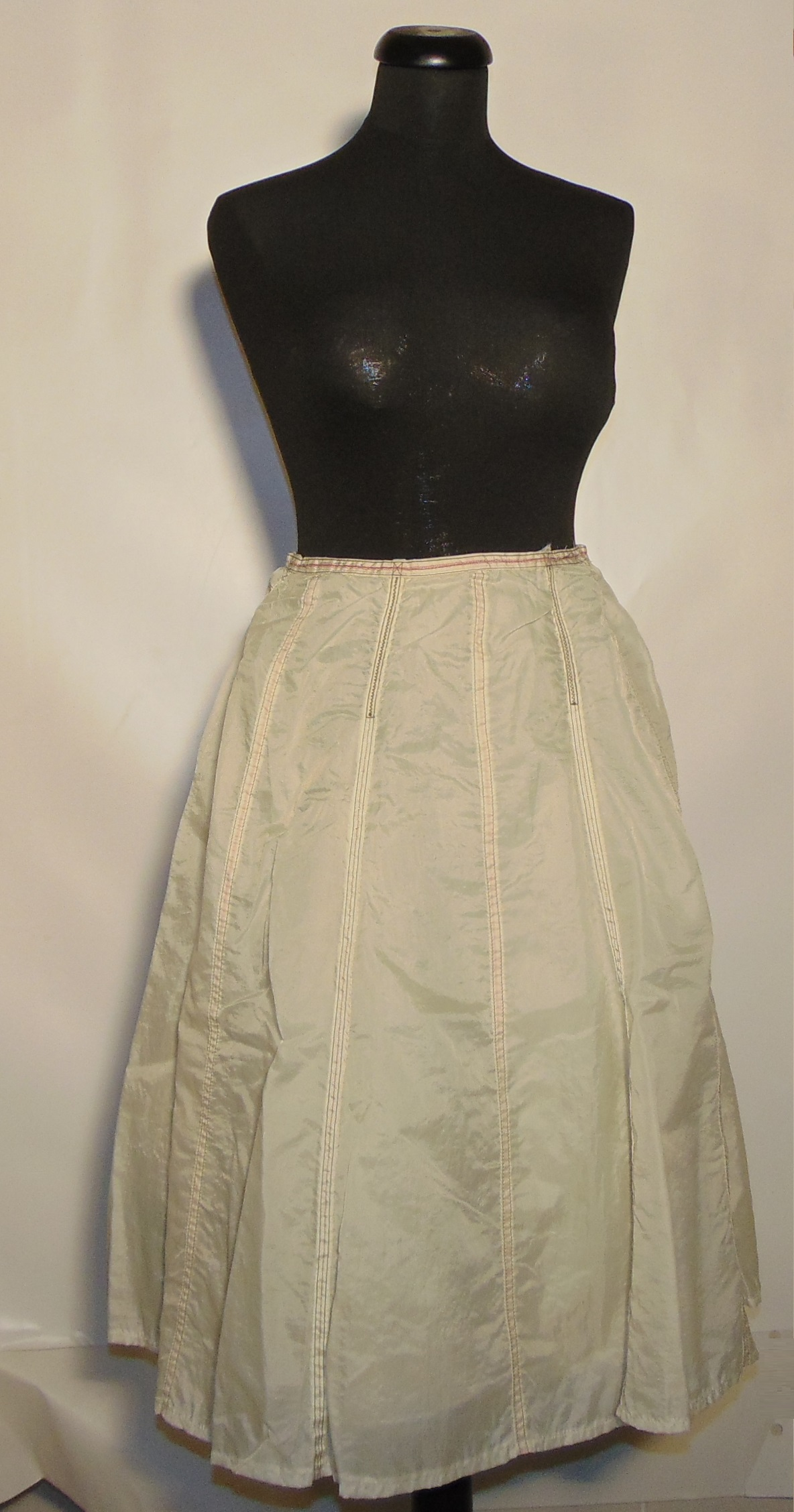
Rok uit parachutezijde, Nationaal Bevrijdingsmuseum
Nylon en zijden kousen werden in de VS gerecycleerd voor hergebruik in parachutes. Collectie NARA

Ook hedendaagse mode-ontwerpers zoals Christopher Raeburn (her)gebruiken parachutestof in kleding. Parachutestof wordt daarnaast ook ingezet voor hangmatten, tassen en andere toepassingen waar een lichte, stevige textielsoort nuttig is. De Rotterdamse ontwerper Susan Bijl staat bekend om een populaire tweekleurige boodschappentas van parachutenylon.